# Cheilanthes newberryi
Cheilanthes newberryies una especie de helecho de la familia botánica Pteridaceae. Es originaria del sur de California y Baja California, donde crece en lugares rocosos y hábitat secos del chaparral. 

## Descripción
Cheilanthes newberryi es un helecho que alcanza un tamaño de unos 30 centímetros de largo y que está recubierto de pelo enmarañado de color blanco, gris o marrón. Cada hoja está formada por segmentos subdivididos en un segmento final que es de forma ovalada y plano en su mayoría, y difícil de visualizar debido a su gruesa capa de pelos. En la parte inferior se encuentran dispersos los soros que contienen los esporangios. Cada esporangio puede tener 64 o 32 esporas.

## Taxonomía
Cheilanthes newberryi fue descrita por (D.C.Eaton) Domin  y publicado en Bibliotheca Botanica 85(1): 133. 1913.
Sinonimia
- Notholaena newberryi D.C. Eaton	basónimo[2]